# U-17-Fußball-Europameisterschaft der Frauen 2015
Die achte U-17-Fußball-Europameisterschaft der Frauen wurde 2015 in Island ausgetragen. Es war nach der U-19 EM 2007 das zweite UEFA-Frauenfußballturnier in Island. Die Endrunde fand zum zweiten Mal mit acht Mannschaften statt.

## Qualifikation
Die Europameisterschaft wurde in drei Stufen ausgerichtet. In zwei Qualifikationsrunden wurden die sieben weiteren Teilnehmer an der Endrunde ermittelt. Island war als Gastgeber automatisch qualifiziert.
In der ersten Qualifikationsrunde spielten 40 der gemeldeten Mannschaften in zehn Gruppen zu je vier Mannschaften die Teilnehmer an der zweiten Qualifikationsrunde aus. Innerhalb jeder Gruppe spielte jede Mannschaft einmal gegen jede andere in Form von Miniturnieren, die an unterschiedlichen Terminen zwischen dem 1. August und 31. Oktober 2014 ausgetragen wurden. Eine der vier teilnehmenden Mannschaften der jeweiligen Gruppe fungierte als Gastgeber dieses Miniturniers. Ein Sieg wurde mit drei Punkten, ein Unentschieden mit einem Punkt belohnt. Die Gruppenauslosung fand am 20. November 2013 im schweizerischen Nyon, Spielort der früheren Endrunden, statt. Die deutsche Mannschaft (Sieger 2008, 2009, 2012 und 2014) erhielt ebenso wie Spanien (Sieger 2010 und 2011) und Frankreich (Weltmeister 2012) ein Freilos für die 2. Runde. Die Schweiz spielte in Gruppe 3 gegen Ungarn, Aserbaidschan und Portugal. Österreich traf in Gruppe 5 auf Tschechien, die Ukraine und Nordirland. Die Qualifikationsspiele fanden zwischen dem 6. und 31. Oktober 2014 statt.
Die 10 Gruppensieger und Gruppenzweiten sowie der beste Gruppendritte qualifizierten sich für die zweite Qualifikationsrunde (Eliterunde). Bei der Ermittlung des besten Gruppendritten wurden nur die Spiele gegen die Gruppensieger und Gruppenzweiten berücksichtigt.
Qualifiziert für die zweite Qualifikationsrunde:
- Deutschland – Freilos – Topf A
- Frankreich – Freilos – Topf A
- Spanien – Freilos – Topf A
- England – Erster Gruppe 1 – Topf A
- Russland – Zweiter Gruppe 1 – Topf C
- Finnland – Erster Gruppe 2 – Topf A
- Polen – Zweiter Gruppe 2 – Topf C
- Schweiz – Sieger Gruppe 3 – Topf B
- Ungarn – Zweiter Gruppe 3 – Topf D
- Irland – Erster Gruppe 4 – Topf C
- Serbien – Zweiter Gruppe 4 – Topf D
- Rumänien – Dritter Gruppe 4 – Topf D
- Österreich – Erster Gruppe 5 – Topf B
- Tschechien – Zweiter Gruppe 5 – Topf D
- Schottland – Sieger Gruppe 6 – Topf B
- Schweden – Zweiter Gruppe 6 – Topf C
- Belgien – Sieger Gruppe 7 – Topf B
- Belarus – Zweiter Gruppe 7 – Topf C
- Dänemark – Erster Gruppe 8 – Topf A
- Türkei – Zweiter Gruppe 8 – Topf C
- Italien – Sieger Gruppe 9 – Topf B
- Norwegen – Zweiter Gruppe 9 – Topf D
- Niederlande – Erster Gruppe 10 – Topf B
- Slowakei – Zweiter Gruppe 10 – Topf D

Die Auslosung der Eliterunde fand am 19. November in Nyon statt. Die Eliterunde wurde zwischen dem 22. März und 16. April 2015 ausgetragen. Die sechs Gruppensieger sowie der beste Zweite (aus den Spielen gegen den Gruppenersten und -dritten) qualifizierten sich neben Gastgeber Island für die Endrunde. Deutschland traf in Gruppe 3 vom 9. bis 14. April 2015 in Italien noch auf Belarus und Tschechien. Österreich war Gastgeber in Gruppe 5 und traf vom 11. bis 16. April 2015 auf die drei skandinavischen Mannschaften Dänemark, Schweden und Norwegen, konnte den Heimvorteil aber nicht nutzen. Die Schweizerinnen spielten in Gruppe 1 vom 11. bis 16. April 2015 in der Türkei noch gegen Finnland und Serbien.

## Endrunde
Qualifiziert für die Endrunde:
- Island – Gastgeber
- Schweiz – Sieger Gruppe 1
- England – Sieger Gruppe 2
- Deutschland – Sieger Gruppe 3
- Spanien – Sieger Gruppe 4
- Norwegen – Sieger Gruppe 5
- Frankreich – Sieger Gruppe 6
- Irland – Bester Gruppenzweiter

Die Endrunde fand vom 22. Juni bis zum 4. Juli in Island statt, Spielorte waren Grindavík, Kópavogur, Akranes und drei Stadien in Reykjavík. Die Auslosung erfolgte am 29. April 2015 in Reykjavík.
Alle Zeitangaben sind Ortszeiten (MESZ −2 Stunden).

### Vorrunde

#### Gruppe A
| Pl. | Land        | Sp. | S | U | N | Tore    | Diff. | Punkte |
| --- | ----------- | --- | - | - | - | ------- | ----- | ------ |
| 1.  | Spanien     | 3   | 2 | 1 | 0 | 007:100 | +6    | 07     |
| 2.  | Deutschland | 3   | 2 | 0 | 1 | 010:400 | +6    | 06     |
| 3.  | England     | 3   | 1 | 1 | 1 | 004:700 | −3    | 04     |
| 4.  | Island      | 3   | 0 | 0 | 3 | 001:100 | −9    | 0      |

|                                              |   |             |           |
| Mo., 22. Juni 2015 um 13:00 Uhr in Grindavík |   |             |           |
| England                                      | – | Spanien     | 1:1 (0:0) |
| Мо., 22. Juni 2015 um 19:00 Uhr in Grindavík |   |             |           |
| Island                                       | – | Deutschland | 0:5 (0:2) |
| Do., 25. Juni 2015 um 13:00 Uhr in Akranes   |   |             |           |
| Deutschland                                  | – | Spanien     | 0:4 (0:3) |
| Do., 25. Juni 2015 um 19:00 Uhr in Akranes   |   |             |           |
| Island                                       | – | England     | 1:3 (0:1) |
| So., 28. Juni 2015 um 19:00 Uhr in Kópavogur |   |             |           |
| Spanien                                      | – | Island      | 2:0 (1:0) |
| So., 28. Juni 2015 um 19:00 Uhr in Reykjavík |   |             |           |
| Deutschland                                  | – | England     | 5:0 (2:0) |

#### Gruppe B
| Pl. | Land       | Sp. | S | U | N | Tore    | Diff. | Punkte |
| --- | ---------- | --- | - | - | - | ------- | ----- | ------ |
| 1.  | Schweiz    | 3   | 2 | 1 | 0 | 005:300 | +2    | 07     |
| 2.  | Frankreich | 3   | 2 | 0 | 1 | 004:200 | +2    | 06     |
| 3.  | Norwegen   | 3   | 1 | 1 | 1 | 004:400 | ±0    | 04     |
| 4.  | Irland     | 3   | 0 | 0 | 3 | 000:400 | −4    | 0      |

|                                                              |   |            |           |
| Mo., 22. Juni 2015 um 13:00 Uhr in Kópavogur                 |   |            |           |
| Irland                                                       | – | Frankreich | 0:1 (0:0) |
| Мо., 22. Juni 2015 um 19:00 Uhr in Kópavogur                 |   |            |           |
| Schweiz                                                      | – | Norwegen   | 2:2 (1:1) |
| Do., 25. Juni 2015 um 13:00 Uhr in Reykjavík (Vikingsvöllur) |   |            |           |
| Irland                                                       | – | Schweiz    | 0:1 (0:0) |
| Do., 25. Juni 2015 um 19:00 Uhr in Reykjavík (Vikingsvöllur) |   |            |           |
| Frankreich                                                   | – | Norwegen   | 2:0 (2:0) |
| So., 28. Juni 2015 um 13:00 Uhr in Kópavogur                 |   |            |           |
| Norwegen                                                     | – | Irland     | 2:0 (2:0) |
| So., 28. Juni 2015 um 13:00 Uhr in Reykjavík (Fylkisvöllur)  |   |            |           |
| Frankreich                                                   | – | Schweiz    | 1:2 (1:0) |

### Finalrunde

#### Halbfinale
|                                                          |   |             |                      |
| Mi., 1. Juli 2015 um 13:00 Uhr in Reykjavík (Valsvöllur) |   |             |                      |
| Spanien                                                  | – | Frankreich  | 1:1 (0:0), 4:3 i. E. |
| Mi., 1. Juli 2015 um 19:00 Uhr in Reykjavík (Valsvöllur) |   |             |                      |
| Schweiz                                                  | – | Deutschland | 1:0 (0:0)            |

#### Finale
|                                                          |   |         |           |
| Sa., 4. Juli 2015 um 16:00 Uhr in Reykjavík (Valsvöllur) |   |         |           |
| Spanien                                                  | – | Schweiz | 5:2 (2:0) |

## Schiedsrichterinnen
- Ivana Martinčić
- Vivian Peeters
- Barbara Poxhofer
- Graziella Pirriatore
- Ivana Projkovska
- Viola Raudziņa

## Beste Torschützinnen
| Rang | Spielerin          | Tore |
| ---- | ------------------ | ---- |
| 1    | Stefanie Sanders   | 6    |
| 2    | Lucía García       | 5    |
| 3    | Géraldine Reuteler | 3    |

## Kader

### Deutschland
Bundestrainerin Anouschka Bernhard nominierte für die Endrunde folgenden Kader:
| Nr. | Spielerin          | Geburtsdatum | Position   | Verein                 |
| --- | ------------------ | ------------ | ---------- | ---------------------- |
| 01  | Vanessa Fischer    | 18.04.1998   | Tor        | 1. FFC Turbine Potsdam |
| 02  | Vildan Kardeşler   | 24.02.1998   | Abwehr     | SV Burgsteinfurt       |
| 03  | Anna Gerhardt      | 17.04.1998   | Abwehr     | 1. FC Köln             |
| 04  | Victoria Krug      | 12.01.1998   | Abwehr     | 1. FFC Turbine Potsdam |
| 05  | Luisa Guttenberger | 01.12.1998   | Abwehr     | FC Bayern München      |
| 06  | Jana Feldkamp      | 15.03.1998   | Mittelfeld | SGS Essen              |
| 07  | Giulia Gwinn       | 02.07.1999   | Mittelfeld | SV Weingarten          |
| 08  | Janina Minge       | 11.06.1999   | Mittelfeld | FC Wangen              |
| 09  | Stefanie Sanders   | 12.06.1998   | Sturm      | Werder Bremen          |
| 10  | Jenny Hipp         | 06.02.1998   | Mittelfeld | 1. FFC Turbine Potsdam |
| 11  | Isabella Möller    | 04.02.1998   | Mittelfeld | 1. FFC Turbine Potsdam |
| 12  | Nadine Winckler    | 30.11.1998   | Tor        | 1. FC Saarbrücken      |
| 13  | Emma Dörr          | 25.06.1998   | Abwehr     | 1. FC Saarbrücken      |
| 14  | Katja Friedl       | 07.02.1998   | Mittelfeld | 1. FFC Turbine Potsdam |
| 15  | Jule Dallmann      | 18.02.1998   | Sturm      | 1. FFC Frankfurt       |
| 16  | Tanja Pawollek     | 18.01.1999   | Mittelfeld | SG Rosenhöhe           |
| 17  | Aline Reinkober    | 02.01.1998   | Mittelfeld | 1. FFC Turbine Potsdam |
| 18  | Dina Orschmann     | 08.01.1998   | Sturm      | 1. FC Union Berlin     |

### Schweiz
Die Schweiz unter Trainerin Monica Di Fonzo trat in Island mit folgendem Kader an:
| Nr. | Spielerin          | Geburtsdatum | Position   | Verein                  |
| --- | ------------------ | ------------ | ---------- | ----------------------- |
| 01  | Melanie Egli       | 23.06.1998   | Tor        | FC Zürich Frauen        |
| 02  | Elisa Barth        | 13.06.1998   | Abwehr     | FC Basel                |
| 03  | Kim Dubs           | 22.09.1998   | Sturm      | FC Zürich Frauen        |
| 04  | Luisa Felder       | 18.09.1998   | Abwehr     | BSC Young Boys          |
| 05  | Yara Hofmann       | 29.09.1998   | Mittelfeld | FC Zürich Frauen        |
| 06  | Flavia von Känel   | 05.10.1998   | Mittelfeld | FC Zürich Frauen        |
| 07  | Thais Hurni        | 22.07.1998   | Abwehr     | FC Yverdon              |
| 08  | Lara Jenzer        | 05.08.1998   | Mittelfeld | FC Aarau                |
| 09  | Sarah Kaufmann     | 05.02.1998   | Abwehr     | FC Zürich Frauen        |
| 10  | Alisha Lehmann     | 21.01.1999   | Sturm      | BSC Young Boys          |
| 11  | Nathalie Lienhard  | 20.08.1998   | Mittelfeld | FC Zürich Frauen        |
| 12  | Nadja Furrer       | 30.04.1998   | Tor        | Grasshopper Club Zürich |
| 13  | Naomi Mégroz       | 06.08.1998   | Abwehr     | Grasshopper Club Zürich |
| 14  | Géraldine Reuteler | 21.04.1999   | Sturm      | FC Luzern               |
| 15  | Nathalia Spälti    | 19.02.1998   | Abwehr     | FC Yverdon              |
| 16  | Jolanda Stampfli   | 01.04.1998   | Sturm      | BSC Young Boys          |
| 17  | Mathilde Staffoni  | 16.07.1998   | Mittelfeld | FC Yverdon              |
| 18  | Amira Arfaoui      | 08.08.1999   | Sturm      | BSC Young Boys          |
| 19  | Noemi Stadelmann   | 15.02.1998   | Tor        | FC Basel                |

Torhüterin Noemi Stadelmann wurde wegen einer Erkrankung von Melanie Egli nach der Gruppenphase nachnominiert.